# Малое Кибеево
Малое Кибеево (горномар. Изи Йылейӓл) — деревня в Килемарском районе Республики Марий Эл. Входит в состав Большекибеевского сельского поселения.

## География
Находится в западной части республики Марий Эл на расстоянии приблизительно 16 км по прямой на северо-восток от районного центра посёлка Килемары.

## История
В 1891 году здесь в 19 дворах проживали 108 человек, из них 58 мари и 50 русских. В 1933 году в деревне проживал 151 человек, мари, в 1939 году 140 человек, в 1941 164 человека. В 1974 году в 14 хозяйствах проживали 30 человек, в 1988 году — 17 человек. Насчитывалось 11 домов, из них 1 пустующий. В 1998 году в деревне в 12 дворах проживали 48 человек. В советское время работали колхозы имени Потёмкина и «Луч», переименованный в дальнейшем в «Светлый луч».

## Население
Население составляло 40 человек (мари 70 %, русские 30 %) в 2002 году, 40 в 2010.